# Telephanus quadripunctatus
Telephanus quadripunctatus es una especie de coleóptero de la familia Silvanidae.

## Distribución geográfica
Habita en Cuba.